# Henry Cornelius Burnett
Henry Cornelius Burnett (Condado de Essex, 25 de outubro de 1825 –  Hopkinsville, 1 de outubro de 1866) foi um político americano que ocupou o cargo de Senador dos Estados Confederados pelo Kentucky de 1862 a 1865. Entre 1855 a 1861, Burnett cumpriu quatro mandatos na Câmara dos Representantes dos Estados Unidos. Advogado de profissão, Burnett ocupou apenas um cargo público — secretário de tribunal — antes de ser eleito para o Congresso. Ele representou o 1.º distrito congressional de Kentucky imediatamente antes da Guerra de Secessão. Este distrito continha toda a região da Jackson Purchase, que simpatizava mais com a causa confederada do que qualquer outra área de Kentucky. Burnett prometeu aos eleitores de seu distrito que faria com que o presidente Abraham Lincoln fosse indiciado de traição.
Além de defender a secessão no Congresso, também trabalhou em Kentucky para reforçar o apoio do estado à Confederação. Ele presidiu uma convenção de soberania em Russellville, no ano de 1861, que formou um governo confederado para o estado. Os delegados a esta convenção escolheram Burnett para viajar a Richmond, na Virgínia, e garantir a participação de Kentucky na Confederação. Burnett também criou um regimento confederado em Hopkinsville, e serviu brevemente no Exército dos Estados Confederados. Camp Burnett, um posto de recrutamento confederado a duas milhas a oeste de Clinton, no condado de Hickman, recebeu seu nome em homenagem por representar seu distrito no Congresso.
As ações de Burnett foram consideradas traição por seus colegas no Congresso, e ele foi expulso da Câmara em 1861. Ele é um dos apenas cinco membros da Câmara dos Representantes a serem expulsos. Após sua expulsão, Burnett esteve no Congresso Confederado Provisório e no Primeiro e Segundo Senados Confederados. Ele foi indiciado por traição após a guerra, mas nunca foi a julgamento. Posteriormente, voltou a exercer a advocacia e morreu de cólera em 1866, aos 40 anos de idade.

## Primeiros anos e família
Filho do Dr. Isaac Burnett (1801-1865) e sua esposa, a ex-Martha F. Garrett, Henry Cornelius Burnett nasceu em 25 de outubro de 1825, no condado de Essex, na Virgínia. Na infância, a família mudou-se para Cadiz, no condado de Trigg, em Kentucky. Os estudos de Henry ocorreram em uma academia, na cidade de Hopkinsville, sede do condado vizinho de Christian. Posteriormente, estudou direito e foi membro da Igreja Cristã de Cadiz.
Em 13 de abril de 1847, casou-se com Mary A. Terry, filha de um importante comerciante de Cadiz. Eles tiveram quatro filhos: John, Emeline, Henry e Terry (que morreu logo após o nascimento). O jovem Henry C. Burnett (graduado na Universidade da Virgínia após a morte de seu pai) tornou-se um advogado de sucesso em Paducah e, mais tarde, em Louisville.

## Carreira política e jurídica
Ingressado na Ordem dos Advogados em 1847, Burnett estabeleceu sua carreira jurídica em Cadiz. Ele também começou a possuir seus próprios escravos. Tinha cinco no condado de Trigg em 1850 e sete em Cadiz em 1860, bem como outros três arrendados para J. L. Parrish no condado de Christian.
Na primeira eleição após a ratificação da Constituição de Kentucky de 1850, os eleitores do condado de Trigg escolheram Burnett como secretário do tribunal de circuito, derrotando James E. Thompson. Burnett renunciou em 1853 para concorrer ao Congresso.
Posteriormente, naquele ano, foi eleito pelo Partido Democrata para o 34.º Congresso, sucedendo o presidente da Câmara, Linn Boyd. Ele foi reeleito para os três Congressos seguintes; durante o 35.º Congresso, ele presidiu a Comissão de Inquérito sobre a venda de Fort Snelling e atuou na Comissão do Distrito de Columbia.

## Início da Guerra de Secessão

Fotografia tirada em 1860–1865

Burnett apoiou o compatriota John C. Breckinridge para presidente na eleição presidencial de 1860, mas Breckinridge perdeu para Abraham Lincoln. Lincoln fez campanha contra a expansão da escravidão além dos estados em que já existia. Sua vitória na eleição resultou em sete estados do sul declarando sua separação da União. Apesar disso, a maioria dos americanos acreditava que a União ainda poderia ser salva. Burnett, no entanto, discordou. Na edição de 7 de janeiro de 1861 do Paducah's Tri-Weekly Herald, ele declarou: "Não há a menor esperança de qualquer solução ou ajuste dos problemas existentes." Apesar de seu pessimismo, endossou a malfadada Conferência de Paz de 1861.
Após as rápidas secessões do Mississippi, Flórida, Alabama, Geórgia, Louisiana e Texas, o Congresso começou a preparar a nação para a guerra, inclusive fortalecendo o exército e a marinha e levantando fundos para o tesouro. Burnett tentou contornar essas medidas propondo uma emenda estipulando que nenhuma dessas novas dotações poderia ser usada para subjugar ou fazer guerra contra qualquer um dos estados do sul, mas a emenda foi derrotada.
Para evitar a guerra, a Assembleia Geral de Kentucky convocou para 27 de maio uma reunião dos estados fronteiriços em Frankfort. Os doze delegados de Kentucky à convenção seriam escolhidos por eleição especial em 4 de maio. No entanto, depois que os confederados atiraram em Forte Sumter em 12 de abril, os candidatos secessionistas retiraram-se da eleição. Expressando a opinião da maioria desses delegados, Burnett opinou no Tri-Weekly Herald que a convenção não ocorreria. Ele estava errado; a convenção foi realizada conforme programado, mas não conseguiu realizar nada de significativo.

## Eleições parlamentares especiais de 1861
O presidente Lincoln convocou eleições especiais para o Congresso em Kentucky em junho de 1861. Os eleitores do partido Southern Rights (Direitos Sulistas) do primeiro distrito convocaram uma reunião para 29 de maio de 1861 no tribunal do condado de Graves em Mayfield. O objetivo da reunião era ostensivamente renomear Burnett para sua cadeira no Congresso, mas alguns unionistas acreditavam que um motivo oculto estava em jogo. George D. Prentice, editor de jornal unionista Louisville Journal, escreveu em 21 de maio de 1861 que "o objetivo da [Convenção de Mayfield], embora não oficialmente explicado, acredita-se ser a separação do Primeiro Distrito de Kentucky, se Kentucky permanecer na União, e sua anexação ao Tennessee".

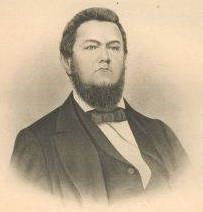
Foto de Henry em obra de 1897

A maioria dos registros da Convenção de Mayfield foram perdidos, presumivelmente num incêndio que destruiu o tribunal em 1864. O registro sobrevivente mais extenso vem das anotações de James Beadles, um observador unionista do processo. Após vários discursos, um comitê majoritário presidido pelo juiz do circuito de Paducah, James Campbell, apresentou um relatório contendo sete resoluções. As resoluções declararam a simpatia da região com o Sul, embora se comprometesse a cumprir a atual política de neutralidade do Kentucky. O relatório condenou o presidente Lincoln por travar uma guerra injusta e elogiou o governador Beriah Magoffin por recusar o pedido de tropas de Lincoln. O relatório também condenou o governo federal por armar simpatizantes da União no estado com as chamadas "armas Lincoln". Um relatório do comitê minoritário foi apresentado pelo residente do condado de Ballard e futuro representante dos EUA, Oscar Turner. Este relatório chamou a neutralidade de Kentucky de "fútil" e "covarde", prometeu lutar contra qualquer invasão do Norte e recomendou pedir ajuda ao Tennessee e aos Estados Confederados no caso de tal invasão. Advertiu ainda que, se todo o estado não adotasse essa posição, a região da Jackson Purchase, que fazia parte do Primeiro Distrito, se separaria e se alinharia com o Tennessee.
Burnett, junto com Willis B. Machen, do condado de Lyon, e Benjamin P. Cissell, do condado de Union, inicialmente endossaram o relatório majoritário de Campbell. Após algum debate, Burnett propôs quatro resoluções em vez de ambos os relatórios. As resoluções condenaram o presidente Lincoln pela guerra contra o Sul e o governo federal pelo fornecimento das "armas Lincoln". Elas também elogiaram o governador Magoffin por rejeitar o pedido de tropas de Lincoln e o encorajaram a afastar qualquer invasão do estado pela União. As resoluções de Burnett foram aprovadas por ampla margem sobre ambos relatórios.
Finalmente, a convenção voltou-se para a questão da nomeação de Burnett. Quatro outros, incluindo Turner, Machen e Cissell, também foram apresentados. Burnett recebeu 124 dos 155 votos na primeira votação e foi escolhido por unanimidade na segunda votação. Em seu discurso de aceitação, declarou que estava indeciso se faria o juramento de posse se fosse eleito. Esta declaração aludia a um comentário anterior de Turner de que "nenhum homem engajado na causa do Sul poderia ir ao Congresso e prestar juramento de posse sem cometer perjúrio". Burnett prometeu que, se assumisse seu cargo, estava determinado a indiciar o presidente Lincoln por traição. George D. Prentice definiu Burnett como "um sujeito grande, corpulento e falador que está sempre levantando questões de ordem e objeções para constranger os republicanos na Câmara".
Nas eleições especiais, Burnett derrotou Lawrence Trimble de Paducah. Ele foi o único candidato pelos direitos estaduais eleito nas eleições estaduais e venceu com folga na região de Jackson Purchase, que era de longe a área mais pró-sul do estado. No entanto, fora da Compra, ele venceu apenas em seu condado natal, Trigg, e isso por uma pequena margem de 20 votos. (Além dos condados da Jackson Purchase, o Primeiro Distrito também incluía os condados de Caldwell, Crittenden, Hopkins, Livingston, Lyon, Trigg, Union e Webster).
Burnett tomou assento no 37.º Congresso; as fontes não fazem menção dele cumprir sua ameaça de não prestar juramento de posse. Poucos dias após a Primeira Batalha de Bull Run, o companheiro de Burnett em Kentuck, John J. Crittenden, propôs uma resolução culpando os sulistas desleais pela guerra e definindo o objetivo da guerra como a preservação da União, sem interferência nos direitos ou instituições dos estados. Burnett pediu que a questão fosse dividida. Seu pedido foi atendido, mas ele só encontrou um colega disposto a votar com ele contra culpar os sulistas pela guerra.

## Serviço militar confederado e expulsão
Depois que o Congresso foi suspenso em 6 de agosto de 1861, Burnett voltou para casa em Cadiz e falou em vários comícios pró-sul. Em 4 de setembro de 1861, o major-general confederado Leonidas Polk violou a neutralidade de Kentucky ao ordenar que o brigadeiro-general Gideon Johnson Pillow ocupasse Columbus. Em resposta, Ulysses S. Grant capturou Paducah em 6 de setembro de 1861. Com a neutralidade não mais uma opção sustentável, Burnett presidiu uma conferência dos simpatizantes sulistas de Kentucky, em Russellville, entre 29 e 31 de outubro de 1861. Os delegados autonomeados para esta conferência convocaram uma convenção de soberania em 18 de novembro de 1861 com o objetivo de estabelecer um governo confederado para o estado.
No ínterim entre as duas convenções, Burnett viajou para Hopkinsville, onde ele e o coronel W. C. P. Breckinridge criaram um regimento confederado, o 8.º de Infantaria de Kentucky. Em setembro de 1861, foi estabelecido o Camp Henry C. Burnett, a duas milhas a oeste de Clinton, no condado de Hickman e utilizado como um posto de recrutamento e campo de treinamento confederado. A instalação foi nomeada em seu nome por ter representado seu distrito no Congresso dos Estados Unidos antes da Guerra de Secessão. Dois meses depois, alistou-se no Exército dos Estados Confederados em Camp Alcorn; ele foi escolhido coronel do 8.º de Kentucky, mas nunca assumiu o comando.

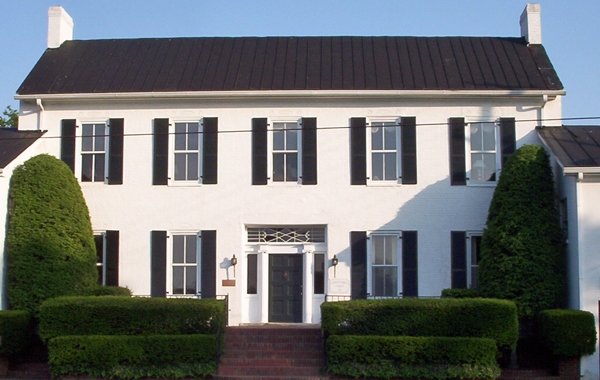
A casa de William Forst, em Russellville

A convenção de soberania se reuniu na William Forst House, em Russellville, conforme programado, em 18 de novembro de 1861. Burnett também presidiu esta convenção. Temendo pela segurança dos delegados, ele primeiro propôs adiar os procedimentos até 8 de janeiro de 1862, mas George W. Johnson, do condado de Scott, convenceu a maioria dos delegados a continuar. No terceiro dia, a situação militar era tão tênue que toda a convenção teve de ser transferida para uma torre no campus do Bethel Female College, uma instituição agora extinta em Russellville.
A convenção aprovou uma portaria de secessão e estabeleceu um governo confederado provisório para o Kentucky. Burnett, William Preston, do condado de Fayette, e William E. Simms, do condado de Bourbon foram escolhidos como comissários para o governo provisório e enviados para Richmond, na Virgínia, para negociar com o presidente confederado Jefferson Davis e garantir a admissão de Kentucky na Confederação. Por motivos não explicados pelos delegados, o Dr. Luke P. Blackburn, um nativo de Kentucky que morava no Mississippi, foi convidado a acompanhar os comissários. Apesar do governo eleito de Kentucky em Frankfort ter se oposto à secessão, os comissários convenceram Davis a recomendar a admissão de Kentucky na Confederação; o Congresso Confederado admitiu oficialmente o Kentucky em 10 de dezembro de 1861.
Após sua missão bem-sucedida em Richmond, Burnett ingressou no 8.º de Kentucky em Fort Donelson. Em 16 de fevereiro de 1862, Ulysses S. Grant liderou um ataque federal combinado do exército e da marinha contra o forte. A maior parte da guarnição confederada foi capturada, incluindo o 8.º de Kentucky, mas Burnett escapou na retirada do general John B. Floyd após a derrota. Esta batalha encerrou seu serviço militar.
As atividades subversivas de Burnett não passaram despercebidas por seus colegas no Congresso. Ele estava ausente quando a Câmara voltou a se reunir em 2 de dezembro de 1861. No dia seguinte, o representante de Indiana, W. McKee Dunn, apresentou uma resolução para expulsar Burnett do Congresso. A resolução foi aprovada facilmente, exonerando Burnett da cadeira que ocupava continuamente desde 1855.

## Atividade política confederada
Burnett representou Kentucky no Congresso Confederado Provisório de 18 de novembro de 1861 a 17 de fevereiro de 1862 e trabalhou como membro do Comitê de Finanças desse órgão. Posteriormente, foi eleito senador para o Primeiro e Segundo Congressos Confederados, ocupando o cargo entre 19 de fevereiro de 1862 a 18 de fevereiro de 1865. No Senado Confederado, ele atuou nos Comitês de Engrossment and Enrollment (Finalização da legislação) e Military Affairs (Assuntos militares).
Em 29 de março, o presidente confederado Jefferson Davis pediu ao Congresso confederado que aprovasse um projeto de lei de conscrição. O projeto de lei exigiria um serviço de três anos para todos os homens brancos aptos entre 18 e 35 anos. A princípio, o projeto foi impopular, mas conforme a situação militar se tornava mais desesperadora para a Confederação, ambas as casas o aprovaram rapidamente. Ainda assim, a medida fez com que alguns questionassem as decisões militares de Davis; entre eles estava Burnett, geralmente um dos aliados mais leais do presidente . Em um discurso de 19 de abril de 1862 para a legislatura, ele denunciou a preferência de Davis por aqueles que eram, como o próprio presidente, graduados em West Point. O discurso atraiu uma resposta positiva tão vigorosa da galeria que alguns dos mais zelosos tiveram de ser retirados.
Após a conclusão da Guerra de Secessão, Burnett buscou uma audiência com o presidente Andrew Johnson, um antigo colega do Congresso, mas Johnson disse a ele para ir para casa. Burnett foi indiciado por traição em Louisville, mas foi libertado sob fiança e nunca foi processado. Ele fez parceria com o juiz John R. Grace e retomou a prática da advocacia em Cadiz. Ele morreu de cólera em Hopkinsville em 28 de setembro de 1866. Inicialmente enterrado no Cemitério Old Cadiz, foi transferido para o Cemitério East End em Cadiz. Sua lápide não menciona seu serviço confederado.